# Antonivka, Izeaslav
Antonivka (în ucraineană Антонівка) este un sat în comuna Kuniv din raionul Izeaslav, regiunea Hmelnîțkîi, Ucraina.

## Demografie
Componența lingvistică a localității Antonivka
     Ucraineană (98,73%)
     Rusă (1,27%)
Conform recensământului din 2001, majoritatea populației localității Antonivka era vorbitoare de ucraineană (98,73%), existând în minoritate și vorbitori de rusă (1,27%).